# Thomisus bidentatus
Thomisus bidentatus es una especie de araña cangrejo del género Thomisus, familia Thomisidae. Fue descrita científicamente por Kulczyński en 1901.

## Distribución
Esta especie se encuentra desde África Occidental a Arabia Saudita y Yemen.